# Подгорненское сельское поселение (Татарстан)
Подгорненское се́льское поселе́ние — муниципальное образование в Бугульминском районе Татарстана Российской Федерации.
Административный центр — посёлок Подгорный.

## Описание
Расположено в северной части района. Граничит с Берёзовским, Новоалександровским, Новосумароковским сельскими поселениями и с Азнакаевским районом.
Территорию с юга на север пересекает р. Зай, имеется крупное малое водохранилище на р. Проточный Ключ.
В южной части и по восточной границе проходит автодорога Бугульма - Азнакаево.
На западе поселения расположен аэропорт Бугульма.

## История
Статус и границы сельского поселения установлены Законом Республики Татарстан от 31 января 2005 года № 18-ЗРТ «Об установлении границ территорий и статусе муниципального образования "Бугульминский муниципальный район" и муниципальных образований в его составе».

## Население
| 2010  | 2011  | 2012  | 2013  | 2014  | 2015  | 2016  |
| ----- | ----- | ----- | ----- | ----- | ----- | ----- |
| 2558  | ↘2554 | ↘2526 | ↘2492 | ↘2467 | ↘2451 | ↗2486 |
| 2017  | 2018  |       |       |       |       |       |
| ↘2453 | ↘2410 |       |       |       |       |       |

## Состав сельского поселения
| № | Населённый пункт  | Тип населённого пункта          | Население |
| - | ----------------- | ------------------------------- | --------- |
| 1 | Аксай             | посёлок                         |           |
| 2 | Батыр             | деревня                         |           |
| 3 | Подгорный         | посёлок, административный центр |           |
| 4 | Соколка           | село                            |           |
| 5 | Сокольский        | посёлок                         |           |
| 6 | Солояз            | деревня                         |           |
| 7 | Старое Сумароково | село                            |           |